# 지오
지오(본명: 정병희, 1987년 11월 6일~)는 대한민국의 BJ이자 가수로, 아이돌 그룹 엠블랙의 멤버이다.
2007년에는 타이키즈의 멤버로 활동하기도 하였으며, 2004년 경상남도 가요대회 3위, 경남대학교 가요제 2위, 마산시 가요대회 1위, 2003년 창원시 가요 대회 밴드부분 1위, 솔로부문 1위 등 많은 수상경력을 가지고 있다. 코코 앤 마크 2를 진행하기도 하였다. 《불후의 명곡: 전설을 노래하다》에서 뛰어난 가창력으로 관심을 받았으며, 드라마 《유령》으로 정극 연기에도 도전하여 배우로서의 가능성도 보여주었다. 일본에서 공연한 뮤지컬 《광화문연가》를 시작으로 국내 뮤지컬 서편제 ], [ 바람의 나라_무휼편 ]에서 아이돌 출신 뮤지컬 배우의 새로운 샛별로 주목받으며, 2014년 제 8회 더 뮤지컬 어워즈 남우 신인상을 수상하였다.
2018년 2월, 서초구청에서 사회복무요원기간을 끝마치고 소집헤제를 했지만 연예계가 아닌 아프리카TV에서 '정지오TV'라는 인터넷방송 BJ로 복귀를 했고 계속 인터넷방송 BJ 활동을 할거라고 밝혔다. 그 이유는 연예계에 회의감이 느껴져서라고 한다. 이미 엠블랙 활동이 한창이던 4년전부터 꾸준히 인터넷 방송을 시청해왔고 2년전부터는 직접 1인 방송준비까지 했다고 한다. 그래서 처음 방송을 시작했을때부터 연예인다운 뛰어난 가창력과 진행실력으로 많은 호평을 받으며 인기가 수직상승했고 4월 30일자로 베스트BJ에 선정됐다.

## 학력
- 상북초등학교
- 봉곡중학교
- 창원중앙고등학교
- 국제사이버대학교 엔터테인먼트학과

## 수상
- 2014년 제8회 더 뮤지컬 어워즈 남우 신인상 《서편제》

## 앨범

### 엠블랙
- 2009.10.14: MBLAQ 미니앨범 JUST BLAQ
- 2010.05.17: MBLAQ 미니앨범 Y
- 2011.01.10: MBLAQ 정규앨범 BLAQ Style
- 2011.02.22: MBLAQ 정규앨범 BLAQ Style 3D Edition
- 2011.07.12: MBLAQ 미니앨범 모나리자
- 2011.12.09: MBLAQ 디지털싱글 White Forever
- 2012.01.10: MBLAQ 미니앨범 100%Ver.
- 2012.03.21: MBLAQ 미니앨범 BLAQ%Ver.
- 2012.06.11: MBLAQ 미니앨범 SEXY BEAT
- 2013.08.12: MBLAQ 미니앨범 LOVE BEAT
- 2014.03.24: MBLAQ 미니앨범 BROKEN
- 2014.11.25: MBLAQ 미니앨범 겨울 《프로듀싱》
- 2015.06.09: MBLAQ 미니앨범 MIRROR

### 솔로 앨범
- 2011.07.04: 지오 디지털싱글 [ 내 꿈에서라도 M/V ]
- 2013.11.20: 지오 디지털싱글 [ Play That Song ] (Feat.이루마,2FACE)
- 2018.04.27 After Spring G.O디지털 싱글발매

### 기타 앨범
- 2007.02.22: Tykeys TY Project No.1
- 2007.08.16: Tykeys 연상연하
- 2010.02.25: MBLAQ The Artist (조덕배 25주년 기념앨범 Part.4)
- 2010.04.23: 지오, 정엽, 제이 A-LIVE Vol.5 두 사람의 다락방 '사랑을 말하다'
- 2010.09.03: 낯선, 지오 O-IWI-O
- 2010.10.15: 지오 Group Of * 20 - Let's Go
- 2010.11.15: 낯선, 지오 One
- 2010.12.28: 제아, 지오 니가 따끔거려서
- 2012.06.27: 지오, 미르 'THE BLAQ%' TOUR Part 1 - Wild
- 2012.07.05: Team SIII 올림픽응원송 Win the day(모두 애쓰리)
- 2012.10.31: 프라이머리, Yankie, Double K, 지오 I'm Back
- 2012.12.26: Dramatic Blue The Color Of K-Pop 눈물나게 아름다운
- 2013.07.23: 아웃사이더, 지오 Bye U
- 2014.09.11: 다미아노, 지오 No Diet

### 작사, 작곡
- 2007.02.10: Tykeys TY PROJECT NO.1 - 한번만 《작사》
- 2011.02.22: MBLAQ BLAQ STYLE 3D EDITION - 돌아올 수 없는 《작사, 작곡》
- 2011.06.16: 지오 디지털싱글 - 내 꿈에서라도 《작사, 작곡》
- 2012.03.19: K-POP 최강서바이벌 OST - 알고 있었어 《작사, 작곡》
- 2012.06.27: MBLAQ THE BLAQ% TOUR PART.1 - WILD 《작사, 작곡》
- 2012.07.25: 에이프린스 - 너 하나만 생각해(You`re The Only One) 《작사, 작곡》
- 2012.12.31: MBLAQ It's War(Remix Ver.) 《편곡》
- 2013.03.20: KBS 2TV 아이리스 2 OST Part5 - 바보같은 나 《작사, 작곡》
- 2013.06.04: MBLAQ 미니앨범 SEXY BEAT - R U OK? 《작사, 작곡》
- 2013.07.23: 아웃사이더 - Bye U (Feat.지오 of MBLAQ) 《작사》
- 2013.08.12: MBLAQ 미니앨범 LOVE BEAT - 기도 《작사, 작곡》
- 2014.03.24: MBLAQ 미니앨범 BROKEN - 둘이라서 《작사, 작곡》
- 2014.03.24: MBLAQ 미니앨범 BROKEN - Still With You (Outro.) 《작곡》
- 2014.06.03: SBS 닥터이방인 OST Part4 - 내일이 안 올 것처럼 《작곡 참여》
- 2014.06.26: 소녀괴담 (Mourning Grave, 2014) OST - 니가 떠난 그 자리 《작사, 작곡》
- 2014.11.14: OCN 나쁜 녀석들 OST Part2 - Reason (ROO) ] 《작곡》
- 2014.11.25: MBLAQ 미니앨범 겨울 - 봄 여름 가을 그리고... 《작사, 작곡, 편곡》
- 2015.06.09: MBLAQ 미니앨범 MIRROR - 거울 《작사》
- 2015.06.09: MBLAQ 미니앨범 MIRROR - Eyes On You 《작곡》
- 2015.06.09: MBLAQ 미니앨범 MIRROR - I Know U Want Me 《작사, 작곡, 편곡》

### OST
- 2010.10.13: KBS 2TV 도망자 플랜 B OST - Running & Running [ MBLAQ ]
- 2010.11.24: KBS 2TV 도망자 플랜 B OST - Bang Bang Bang [ MBLAQ ]
- 2011.05.31: SBS 내게 거짓말을 해봐 OST - I Belong To you [ MBLAQ ]
- 2011.07.29: SBS 여인의 향기 OST - 유앤아이 [ MBLAQ ]
- 2011.10.25: 영화 Mr.아이돌 OST - Believe [ 지오 ]
- 2012.03.19: K-POP 최강 서바이벌 OST - 알고 있었어 [ 지오, 미르 ]
- 2012.07.17: SBS 유령 OST - 같이 사랑했잖아 [ MBLAQ ]
- 2012.12.26: KBS 2TV 드라마의 제왕 OST - 천국이니까(Winter Rain) [ 지오, 미르 ]
- 2013.03.20: KBS 2TV 아이리스 2 OST Part 5 - [ 바보같은 나 M/V ] [ 지오, 미르 ]
- 2014.01.27: tvN 로맨스가 필요해 3 - You [ 지오 ]
- 2014.06.03: SBS 닥터 이방인 OST Part 4 - 내일이 안 올 것처럼 [ 지오 ]
- 2014.06.26: 영화 소녀괴담 (Mourning Grave, 2014) OST - 니가 떠난 그 자리 [ MBLAQ ]
- 2016.02.13: JTBC 마담앙트완 OST Part 2 - 사랑무감증 [ 지오 ]

## 연기

### 드라마
- 2012년: SBS 《유령》 ... 이태균 역
- 2012년: KBS 2TV 《일말의 순정》 ... 어린 최민수 역 (특별출연)
- 2013년: KBS 2TV 《사랑과 전쟁》 2 제72화 사랑하기 때문에 ... 남편 주원 역

### 시트콤
- 2012년: SBS 《도롱뇽 도사와 그림자 조작단》 ... 이명식 역(까메오)
- 2013년: KBS 2TV 《일말의 순정》 ... 20대 최민수 역

### 영화
- 《아빠는 딸》 (2017년) ... 전동길 부장 역

### 뮤지컬
- 2012년: 《광화문연가(光化門恋歌)》 오사카 공연 ... 현우 역
- 2013년: 《광화문연가(光化門恋歌)》 도쿄 공연 ... 현우 역
- 2014년: 서편제 ... 동호 역
- 2014년: 바람의 나라_무휼편 ... 호동 역

### 뮤직비디오
- 2012년: Ailee(에일리) _ I will show you(보여줄게) M/V

### 광고
- 2010년: 롯데제과 CF
- 2010년: 챕스틱 CF, M/V ... 춤선생 역
- 2010년: 인델리 카레 CF
- 2011년: Ball'n CF

## 방송

### 진행(MC)
- 2010년: 올'리브 코코 앤 마크2
- 2010년: Mnet 엠카운트다운 MCD GUYZ
- 2013.11.03: KBS2 K-POP 월드 페스티벌 2013

### 불후의 명곡: 전설을 노래하다
- 2011.06.25: 민해경편 - 사랑은 차가운 유혹
- 2011.07.02: 민해경편 - 사랑은 이제 그만
- 2011.07.09: 주현미편 - 사랑보다 깊은 상처(with 임정희)
- 2011.07.16: 주현미편 - 추억으로 가는 당신
- 2011.08.06: 김수희편 - Killer(with 간미연)
- 2011.08.13: 김수희편 - 못 잊겠어요 <우승>
- 2011.08.20: 여름여행편 - 여행을 떠나요(feat.조여정)
- 2011.08.27: 김완선편 - 오늘 밤
- 2011.09.03: 발라드vs댄스편 - 너에게로 또 다시
- 2011.09.10: 남진편 - 가슴 아프게
- 2011.11.19: 왕중왕전 - 못 잊겠어요
- 2012.02.04: 송창식편 - 당신은
- 2012.09.08: 최성수편 - 후인
- 2012.09.15: 윤시내편 - 사랑의 시 <우승>
- 2012.09.22: 윤형주&김세환편 - 사랑스런 그대(with 승호, 이준, 은영)
- 2012.10.06: 조하문편 - 왜 나만
- 2013.06.15: 조덕배편 - 그대 내맘에 들어오면은(with 승호, 이준, 천둥, 미르)
- 2013.11.09: 김정수, 김국환편 - 내 마음 당신 곁으로

### 예능
- MBC 《미스터리 음악쇼 복면가왕》 - 아빠가 사온 붕어빵
- KBS Joy 《양세형의 짤방 공작소》 - 코너 '나도 짤방 스타'에 bj모습이 방송에 나왔다
- MBC 에브리원 《비디오스타》